# Маврокордато, Карл Степанович
Карл Степанович Маврокордато (?—1851) — князь, русский военачальник, полковник.

## Биография
Точная дата рождения неизвестна.
Полковнику артиллерии русской службы Высочайше утверждённым от 20.05.1851 мнением Государственного Совета дозволено именоваться в России князем молдавским.
Умер 11 августа 1851 года в Новомиргороде, Херсонской губернии.

## Награды
- орден Св. Георгия 4-й степени (№ 8393; 26 ноября 1850).
- другие ордена Российской империи.